# Vittorio Brambilla
 (septembre 2015).
Si vous disposez d'ouvrages ou d'articles de référence ou si vous connaissez des sites web de qualité traitant du thème abordé ici, merci de compléter l'article en donnant les références utiles à sa vérifiabilité et en les liant à la section « Notes et références ».
Pour les articles homonymes, voir Brambilla.
Vittorio Brambilla, surnommé « le Gorille de Monza », né le 11 novembre 1937 à Monza, Lombardie et mort le 26 mai 2001 à Camparada di Lesmo d'une crise cardiaque, est un pilote automobile italien. Il accède à la Formule 1 et remporte une course en 1975. Son frère ainé Ernesto Brambilla a également pratiqué le sport automobile.

## Carrière

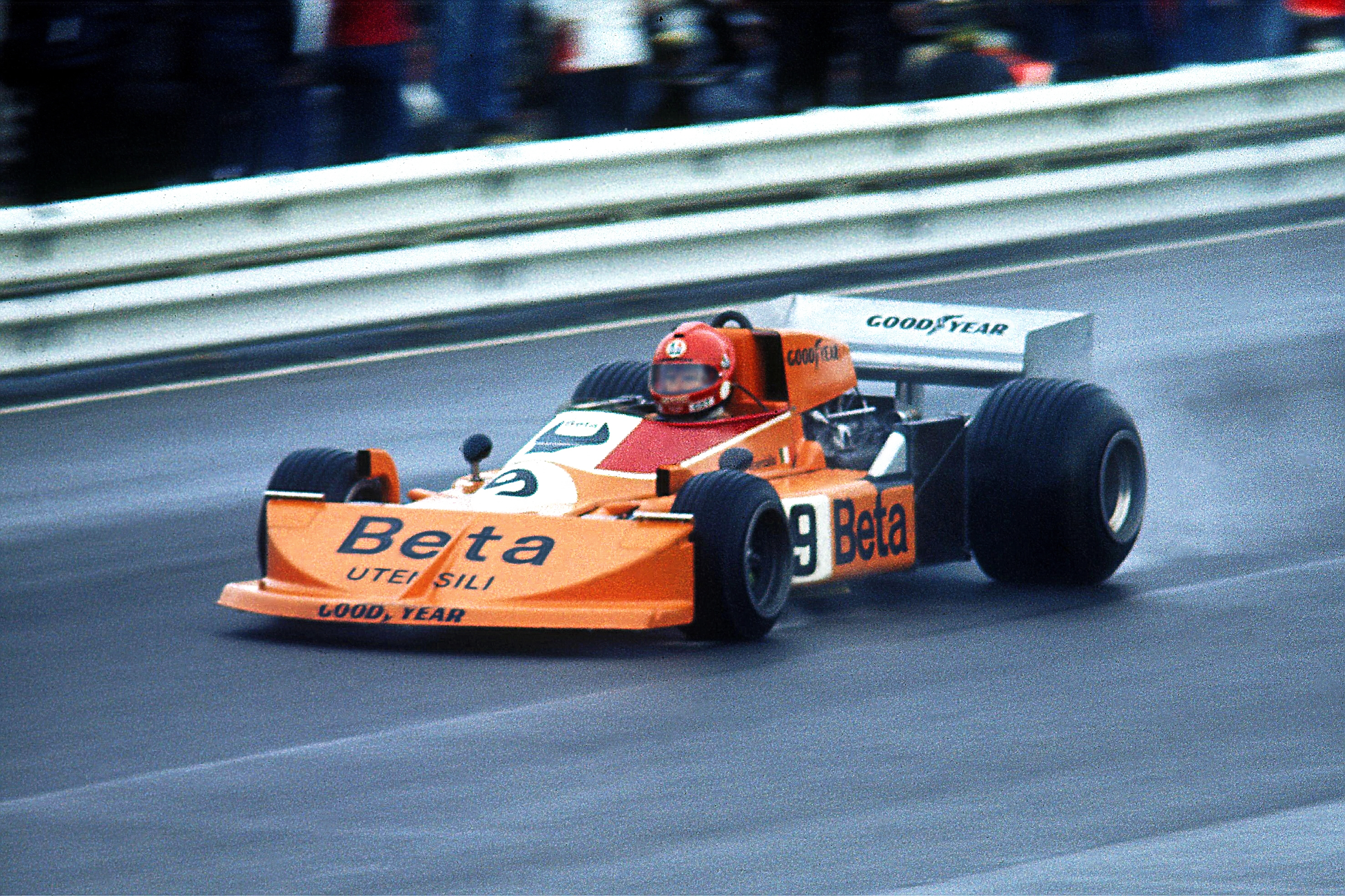
V. Brambilla sur March-Ford 761, au GP du Nurburgring 1976.

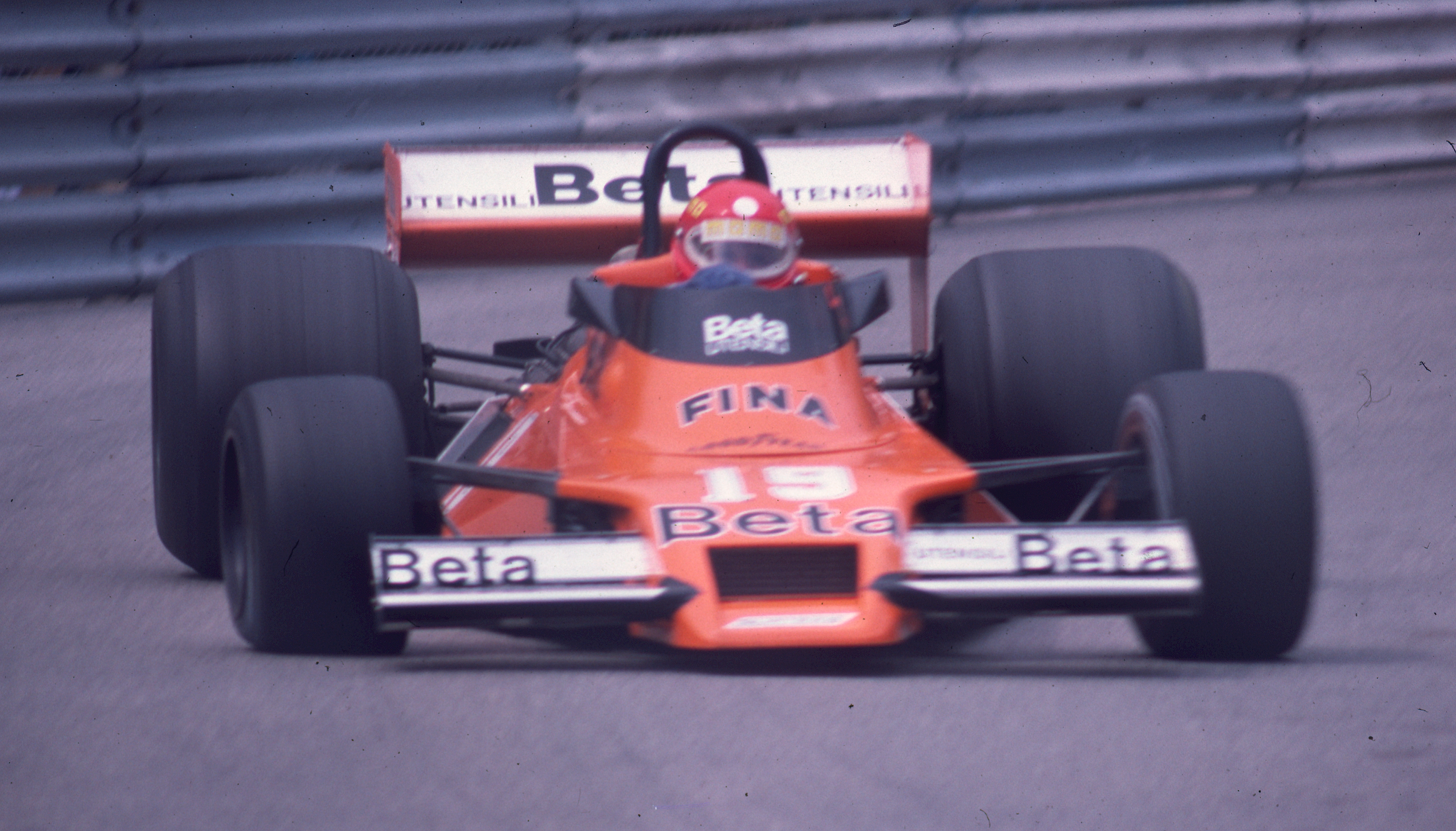
Vittorio Brambilla sur Surtees TS20 aux essais du GP de Monaco 1978.

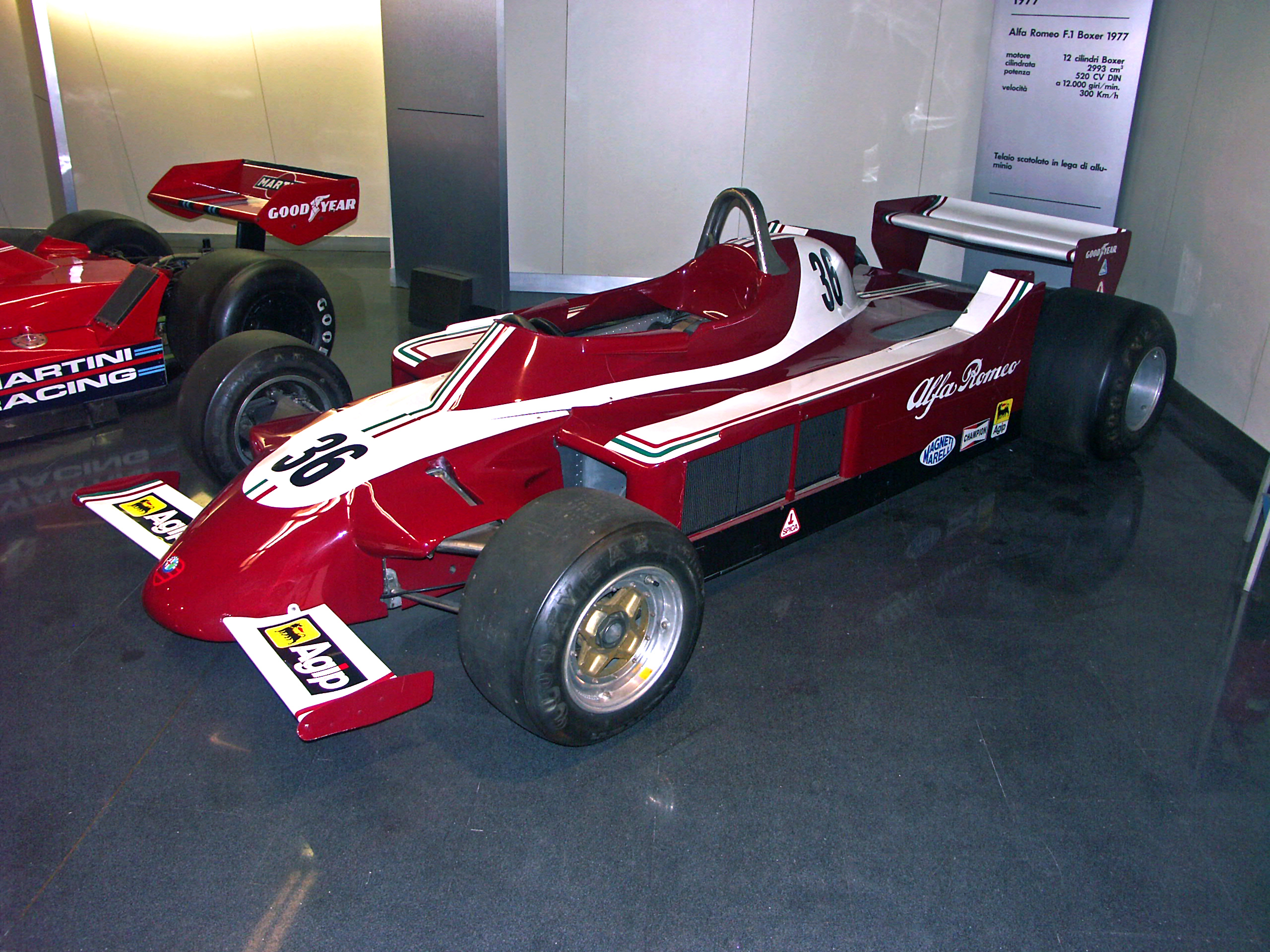
L'Alfa Romeo 177 de Vittorio Brambilla en 1979.

Avant de faire carrière en automobile, Vittorio Brambilla commence par la moto, en catégorie 175 cm3 en 1957 avant de remporter le titre italien l'année suivante. Mécanicien à ses débuts, il pilote ensuite en karting ; en 1969 il accède à la Formule 3 dans l'écurie Picchio Rosso avant de passer en Formule 2 sur une Brabham. En 1972, il remporte le championnat d'Italie de Formule 3, puis en 1973 la Coupe de la cité d'Enna sur Abarth-Osella PA1 en Championnat d'Europe des voitures de sport 2L., avant de rejoindre le championnat du monde de Formule 1 1974 chez March Engineering. Remplaçant de Howden Ganley à ses débuts, il arrive à marquer des points.
En 1975, il réalise la pole position au Grand Prix de Suède avant de s'imposer au Grand Prix d'Autriche le 17 août. À cause d'une pluie battante, la course est interrompue au vingt-neuvième des 54 tours prévus ; surpris et explosant de joie en voyant s'abaisser le drapeau à damiers alors qu'il est en tête, Brambilla lâche son volant sitôt la ligne d'arrivée franchie, part en tête-à-queue et écrase sa March contre le rail. Il parvient toutefois à effectuer son tour d'honneur avec sa monoplace dont l'avant est détruit,.  
En 1976, il ne marque qu'un point en championnat ; il se classe second du BRDC International Trophy et quatrième de la Race of Champions, épreuves hors-championnat. Sur Alfa Romeo T33 il est deuxième des 500 kilomètres d'Imola, avec Arturo Merzario.
En 1977 il passe chez Surtees Racing Organisation et obtient de meilleurs résultats. Il court toujours en voiture de sport et il gagne à quatre reprises, aux 500 km de Monza (Trofeo Filippo Caracciolo), 400 km de Vallelunga, 250 km d'Imola, et aux 300 km du Salzburgring (l'Elan Trophy), avec la T33 de l'écurie Autodelta SpA. Soit quatre des huit courses au programme du Championnat du monde des voitures de sport 1977. Alfa Romeo gagne ainsi le Championnat du monde des constructeurs, avec près de 50 points d'avance sur Osella.
Les années suivantes sa F1, moins compétitive, l'empêche de briller. Il est impliqué dans l'accident qui cause la mort de Ronnie Peterson lors du Grand Prix d'Italie 1978. Il continue à faire quelques courses en 1979 et 1980 sans résultats notables, avant d'arrêter définitivement sa carrière de pilote automobile en 1981.
Il meurt à son domicile d'une crise cardiaque le 26 mai 2001.

## Résultats en championnat du monde de Formule 1
| Saison | Écurie                   | Châssis             | Moteur                              | Pneus    | GP disputés | Points inscrits | Classement |
| ------ | ------------------------ | ------------------- | ----------------------------------- | -------- | ----------- | --------------- | ---------- |
| 1974   | March Engineering        | March 741           | Cosworth V8                         | Goodyear | 11          | 1               | 20e        |
| 1975   | Beta Team March          | March 741 March 751 | Cosworth V8                         | Goodyear | 14          | 6,5             | 11e        |
| 1976   | Beta Team March          | March 761           | Cosworth V8                         | Goodyear | 16          | 1               | 20e        |
| 1977   | Beta Team Surtees        | Surtees TS19        | Cosworth V8                         | Goodyear | 17          | 6               | 15e        |
| 1978   | Beta Team Surtees        | Surtees TS20        | Cosworth V8                         | Goodyear | 12          | 1               | 19e        |
| 1979   | Autodelta                | Alfa Romeo 177      | Alfa Romeo 12 à plat Alfa Romeo V12 | Goodyear | 2           | 0               | n.c.       |
| 1980   | Marlboro Team Alfa Romeo | Alfa Romeo 179      | Alfa Romeo V12                      | Goodyear | 2           | 0               | n.c.       |

## Victoire en Formule 1
| no | Année | Manche | Date         | Grand Prix | Circuit        | Position départ | Écurie | Voiture | Résultats |
| -- | ----- | ------ | ------------ | ---------- | -------------- | --------------- | ------ | ------- | --------- |
| 1  | 1975  | 12/14  | 17 août 1975 | Autriche   | Österreichring | 8e              | March  | 751     | Résultat  |